# Ruhbergia
Ruhbergia är ett släkte av klomaskar. Ruhbergia ingår i familjen Peripatopsidae.
Kladogram enligt Catalogue of Life:
| Ruhbergia | \| \| Ruhbergia bifalcata \| \| \| \| \| \| Ruhbergia brevicorna \| \| \| \| \| \| Ruhbergia rostroides \| \| \| \| |
|           | \| \| Ruhbergia bifalcata \| \| \| \| \| \| Ruhbergia brevicorna \| \| \| \| \| \| Ruhbergia rostroides \| \| \| \| |
|           | Ruhbergia bifalcata                                                                                                 |
|           | |
|           | Ruhbergia brevicorna                                                                                                |
|           | |
|           | Ruhbergia rostroides                                                                                                |
|           | |